# Front în spatele frontului
Front în spatele frontului (titlul original: în rusă Фронт за линией фронта, transliterat: Front za liniei fronta) este un film sovietic de război, două serii, realizat în 1978 de regizorul Igor Gostev după romanul scriitorului Semion Țvigun. Este al doilea film din trilogia despre lupta partizanilor din timpul Marelui război de apărare al patriei:
- Front fără flancuri («Фронт без флангов», 1975),
- Front în spatele frontului (1977) și
- Front în spatele liniilor inamice («Фронт в тылу врага», 1981).

## Distribuție
- Veaceslav Tihonov – Ivan Mlinski
- Igor Ledogorov – Andrei Afanasiev-Reisner
- Oleg Jakov – bunicul Matei Egorovici
- Ivan Lapikov – Jerofeici
- Evgeni Matveev – secretarul comitetului regional
- Galina Polskih – sora medicală Zina
- Valeria Zaklunaia - Irina Petrovna
- Evgeni Sutov - Okhrim Șmil
- Erwin Knausmüller - generalul Shwarzenberg
- Alexandr Abdulov - soldatul
- Ivan Pereverzev

## Gafe
In poster, prenumele actorului principal Veaceslav Tihonov este trecut greșit Viaceslav.